# Landesamt für Steuern und Finanzen
Das sächsische Landesamt für Steuern und Finanzen (LSF) mit Sitz in Dresden ist dem Sächsischen Staatsministerium der Finanzen unterstellt. Dem LSF obliegt die Dienst- und Fachaufsicht über die Finanzämter des Freistaates Sachsen.

## Sitz und Dienststellen
Das Landesamt für Steuern und Finanzen hat seinen Hauptsitz in Dresden. Weitere Standorte bestehen in Chemnitz und Leipzig.

## Zur Geschichte
Das Landesamt für Steuern und Finanzen ist durch die Verabschiedung des Haushaltes 2011/2012 infolge von Einsparungsmaßnahmen durch die Fusion des Landesamtes für Finanzen und der Oberfinanzdirektion Chemnitz zum 1. Januar 2011 entstanden. Dadurch wurde es zu einer der größten Behörden in Sachsen.

## Aufgaben
Das Landesamt für Steuern und Finanzen ist für die Aufgaben der Finanzverwaltung sachlich zuständig. Insbesondere ist es zuständig für
- die Festsetzung, Anordnung und Abrechnung der Bezüge für die Beamten, Arbeitnehmer und Versorgungsempfänger des Freistaates Sachsen, einschließlich der Beihilfefestsetzung,
- die zentrale Abrechnung von Reisekosten, Trennungsgeld und Umzugskostenvergütung,
- die gerichtliche Vertretung des Freistaates Sachsen nach Maßgabe der Vertretungsverordnung (VertV) einschließlich Mahnverfahren und Zwangsvollstreckung, sowie der Abwicklung von Verkehrsunfällen,
- die Abwicklung sämtlicher Buchungen im Zahlungsverkehr mit sächsischen Behörden,
- die Dienstaufsicht über die Finanzämter.